# Five Points Gang
Five Points Gang – nowojorska organizacja kryminalna (istniała w okresie poprzedzającym prohibicję), w skład której wchodziło około 1500 osób, głównie Włochów. Przywódcą gangu był bokser wagi koguciej Paolo Antonini Vaccarelli, znany lepiej jako Paul Kelly, który został mentorem dla wielu innych młodych gangsterów m.in. Al Capone, Lucky Luciano i Frankie Yale. 
Gang ten konkurował m.in. z żydowskimi gangsterami pod wodzą Monka Eastmana, co nie przeszkadzało Kelly'emu rekrutować Żydów (m.in. Kid Dropper). Po roku 1915 Paul Kelly postanowił porzucić gang, który stopniowo uległ rozpadowi, co jednak nie przeszkodziło jego byłym członkom zająć czołowych miejsc w świecie przestępczym w okresie prohibicji, a później zorganizowanego amerykańskiego syndykatu.